# Красный мост (Курск)
Красный мост — металлический одноколейный железнодорожный мост в городе Курск через реку Сейм, построенный в 1953 году на месте разрушенной в 1942 году переправы в период Великой Отечественной войны. Мост исторически связывал станцию Рышково с заводами КЗТЗ и ЖБИ. Устройство моста характеризуется отличительными чертами инженерной мысли СССР начала 1950-х годов, такими как использование элементов большой инженерной архитектуры, выполненной в единстве композиционного решения, представляющей своеобразное металлическое кружево.
В мае 2022 года Красный мост был демонтирован, несмотря на массовую общественную кампанию в его защиту. Красный мост неоднократно предлагалось признать объектом культурного наследия
Красный мост был достопримечательностью Курска, одним из любимых мест прогулок и встреч курян, объектом туристического притяжения.
На месте Красного моста строится новый автомобильно-пешеходный мост. Своим внешним видом он будет отсылать к историческому облику Красного моста. Основные работы по строительству нового моста завершены.